# 楠田匡介
楠田 匡介（くすだ きょうすけ、1903年8月23日 - 1966年9月23日）は、日本の推理作家、時代小説家。

## 経歴
1903年8月23日、北海道厚田郡厚田村（現・石狩市）に生まれる。本名は小松保爾（こまつ やすじ）。
高等小学校卒業後、中学校の代用教員や札幌郵便局の電信係を経て、1924年に樺太の恵須取町（現・ウグレゴルスク）に渡り、パルプ工場に勤務。1927年、北海道に戻る。1934年に上京し、さまざまな職業を転々とする。職も30件以上変えた経験があるという。
1938年に結婚し、能率研究所につとめ、明治大学などの講師をつとめる。1943年、千葉県市川市に転居（1941年頃から市川市真間に住んだとする文献もある）。
1931年、楠田匡介の筆名で短編「乳房を食べる」を『グロテスク』に発表。戦前にもいくつか創作があるが、本格的なデビュー作は1948年4月に『フーダニット』に掲載された短編「灯」と、同年『探偵新聞』の懸賞に一等入選した短編「雪」である。
1948年、「探偵小説新人会」を高木彬光、香山滋、山田風太郎、島田一男、岩田賛らと結成する。探偵作家クラブ、捕物作家クラブ、ユーモア作家クラブ、日本児童文芸家協会などに所属。
1949年、司法保護委員となる（1950年からは制度変更により保護司）。のちに法務大臣表彰を受けている。
1966年9月23日、交通事故で急逝。

## 作風
密室殺人などのトリックにこだわった本格派推理小説作家として知られ、また「脱獄を了えて」（1957年）など、保護司としての経験に基づいた、脱獄をテーマとした一連の作品がある。シリーズキャラクターとして田名網幸策警部がいる。また推理小説のほか、『べらんめえ大名』（1955年）などの時代小説、『都会の怪獣』（1958年）などの少年向け小説なども執筆している。
「楠田匡介」という筆名は、『新青年』1927年7月号から12月号まで連載されたリレー小説『楠田匡介の悪党振り』（大下宇陀児・水谷準・妹尾韶夫・角田喜久雄・山本禾太郎・延原謙）の主人公の名前から拝借したものである。なお、本人は後でその由来を忘れてしまい、戦後、大下宇陀児と会った際に、大下から「楠田匡介という名は、わしが付けたんだぞ。名付け料をよこしなさい」と言われて思い出したという。大下とは親交が深く、合作短編「執念」（1952年）がある。

## 著書
- 『模型（）人形殺人事件』（白夜書房[13] ） 1949、のち改題『冷たい眼』（光風社） 1960
- 『人肉の詩集』（あまとりあ社） 1956
- 『赤いカナリヤ』（すずらん文庫・新書） 1956
- 『能率的な事務の執り方』（弘道閣、パレット文庫） 1956
- 『いつ殺される』（春陽堂書店、長篇探偵小説全集） 1957
- 『地獄の同伴者』（春陽文庫） 1958
- 『都会の怪獣』（太賀正絵、東光出版社、少年少女最新探偵長編小説集） 1958
- 『完全犯罪』（同光社出版） 1959
- 『絞首台の下』（講談社、ロマン・ブックス） 1959
- 『殺人計画』（同光社出版） 1959
- 『脱獄囚』（同光社出版） 1959
- 『狙われた顔』（光風社） 1959
- 『犯罪の眼』（同光社出版） 1959
- 『密室殺人』（同光社出版） 1959
- 『連続完全殺人』（同光社） 1959
- 『死の家の記録』（光風社） 1960
- 『四枚の壁』（雄山閣出版） 1961
- 『疑惑の星』（青樹社） 1963
- 『逃亡者』（青樹社） 1963
- 『灰色の視点』（青樹社） 1963
- 『犯罪への招待』（青樹社） 1963
- 『密室殺人』（青樹社） 1963

- 『楠田匡介名作選 脱獄囚』（日下三蔵編、河出書房新社、河出文庫） 2002　ISBN 4-309-40637-8
- 『大下宇陀児 楠田匡介 ミステリー・レガシー』（ミステリー文学資料館編、光文社、光文社文庫） 2017 　ISBN 978-4-334-77473-8

### 時代小説
- 『べらんめえ大名』（和同出版社） 1955
- 『べらんめえ浪人』（和同出版社） 1955
- 『いれずみ若殿』（新文芸社） 1958
- 『青空若様』（新文芸社） 1958
- 『おしのび若様』（同光社出版） 1958
- 『若様浪人江戸姿』（同星出版） 1958